# Selbstorganisierende Malerei
Unter selbstorganisierender Malerei lassen sich alle Maltechniken zusammenfassen, die zur Musterbildung physikalische bzw. chemische Eigenschaften der verwendeten Materialien einsetzen. Diese Materialien erzeugen ein nichtlineares System bzw. dynamisches System, dessen zeitlicher Verlauf Muster bildet, die als Motive verwendet werden können.
Die prinzipielle Eigenschaft dieser Systeme ist die Dynamik der Musterbildung durch immanente physikalische Kräfte, was einer Selbstorganisation der entsprechenden Materialien entspricht. Ausgehend von einem Anfangszustand entwickelt sich ein solches dynamisches System selbständig bzw. durch Regelungsoperationen von außen, indem eine Sequenz von Zwischenzuständen durchlaufen wird, bis ein Gleichgewichtszustand eintritt. Der Gleichgewichtszustand besitzt meist wenig interessante ästhetische Eigenschaften, sodass die Zwischenzustände die Motive sind, die dem eigentlichen Interesse des Künstlers gelten.
Die Aufgaben des Künstlers innerhalb dieses Selbstorganisationsprozesses bestehen zunächst in der Bereitstellung der verwendeten Materialien, bei denen es sich meist um Flüssigkeiten handelt. Diese Materialien werden in bestimmten Mengen und in bestimmten Konfigurationen zueinander räumlich in Beziehung gesetzt, was dem Initialisierungszustand der Selbstorganisation entspricht. Ausgehend von dieser Initialisierung entwickelt sich der Musterbildungsprozess, wobei der Künstler durch Regelungsoperationen wie z. B. dem Hinzufügen neuer Materialien, oder der räumlichen Rekonfiguration von vorhandenen Materialien auf diesen Selbstorganisationsprozess einwirken kann. Die Sequenz der einzelnen Zwischenzustände ist in den meisten dynamischen Systemen zeitlich irreversibel, d. h. aufgetretene Zustände treten nur einmal auf, und sind dann sozusagen verloren. Diese Eigenschaft macht eine Form der Dokumentation der Zwischenzustände notwendig, wobei Fotografie und Film bzw. Video hierfür geeignete Mittel sind. Die Aufgabe des Künstlers besteht in diesem Zusammenhang in der klassischen Kompositionsentscheidung, bei der festgelegt werden muss, wann welcher Ausschnitt eines Objektes oder eines Geschehens fotografiert oder gefilmt werden soll.
Als Entdecker/Erfinder dieser Form der Malerei gilt Friedlieb Ferdinand Runge, der im 19. Jahrhundert Chemikalienlösungen auf saugfähiges Papier aufbrachte, die sich selbständig zu komplexen und ästhetischen Farb- und Formmustern organisierten. Die Ergebnisse seiner Experimente zur Musterbildung veröffentlichte er 1855 in dem Buch „Der Bildungstrieb der Stoffe veranschaulicht in selbständig gewachsenen Bildern“. Er schrieb: „… diese neue bisher unbekannt gewesene Kraft (der Bildungs-trieb) … wird nicht durch ein Äusseres erregt oder angefacht, sondern wohnt den Stoffen ursprünglich innen …“ und er betrachtet sie „als das Vorbild der in den Pflanzen und Thieren thätigen Lebenskraft.“ Aus diesen Versuchen entwickelte Runge später das Verfahren der Chromatographie.

## Physikalische bzw. chemische Prinzipien der Musterbildung
- Oberflächenspannung

Musterbildung in Flüssigkeiten, ausgelöst durch Oberflächenspannung unter Verwendung von Lösungsmitteln und Farbpigmenten auf einer wässrigen oder öligen Unterlage. Beeinflusst wird die Oberflächenspannung durch Zusatzstoffe wie Alkohol oder Tenside. Treffen zwei oder mehrere Flüssigkeiten mit einer unterschiedlichen Oberflächenspannung aufeinander, so versuchen sie durch die Bildung von verzweigten Ausläufern (Finger) ein Gleichgewichtszustand zu erreichen. Es entstehen morphologisch unterschiedliche Strukturen wie
Verästelungen (Dendriten), Blattformen (viscous fingering), Zellstrukturen, pulsierende Gewebemuster.
- Grenzflächendynamik (Viscous Fingering)

Zwischen zwei parallelen Glasplatten (Hele-Shaw-Zelle, benannt nach dem britischen Ingenieur Henry S. Hele-Shaw) befindet sich eine Flüssigkeit mit einer hohen Viskosität. In diese Flüssigkeit wird eine andere Flüssigkeit mit einer kleineren Viskosität injiziert, wodurch wandernde Grenzflächen zwischen den beiden Flüssigkeiten entstehen, die wie pflanzliche Strukturen weiterwachsen. Werden die Glasplatten auseinandergezogen, so bilden sich fingerartig verzweigte Muster (viscous fingering).
- Oszillierende chemische Wellen

Bildung kreisförmiger Wellen oder Spiralen durch eine Belousov-Zhabotinsky-Reaktion.
- Konvektionsströme

Bénard-Konvektion: regelmäßige Strömungsmuster in Flüssigkeiten, die von unten erwärmt werden. Mögliche Eingriffsparameter durch den Künstler ist die Veränderung der Flüssigkeitsmenge, die Veränderung der Gefäßform, die Regelung der Energiezufuhr.